# Pyrausta pectinalis
Pyrausta pectinalis là một loài bướm đêm trong họ Crambidae.